# Земя Греъм
Земя Греъм (на английски: Graham Land) е територия от Западна Антарктида, заемаща северната, тясна част на Антарктическия полуостров.

## Географска характеристика

### Географско положение
Земя Греъм са простира между 63°13’ и 69° ю.ш. и 56°45’ и 67°50’ з.д. На запад и северозапад се мие от водите на море Белингсхаузен от тихоокеанския сектор на Южния океан, а на североизток и изток – съответно от водите на море Скотия и на море Уедъл от атлантическия сектор на Южния океан, с шелфовия ледник Ларсен. На юг граничи със Земя Палмър, като границата преминава от нос Берто на запад до нос Агасис на изток. Крайната североизточна част на Земя Греъм носи името полуостров Тринити и тук се намира най-северната точка на целия континент Антарктида – нос Прайм Хед (63°13’ ю.ш., 57’18’ з.д.). Дължина от север на юг около 750 km, ширина до 100 km.

### Брегове
По западното и северозападното и‘ крайбрежие от юг на север са разположени бреговете Фалиер, Лубе, Греъм, Данко и Дейвис, а по източното – от север на юг бреговете Норденшелд, Оскар ІІ, Фойн и Боумън. Крайбрежието на Земя Греъм е силно разчленено с множество заливи, полуострови и крайбрежни острови. По западното крайбрежие от юг на север са разположени следните заливи: Маргьорит, Микелсен, Лалемон, Мариен Дарбел, Обер, Барилари, Биго, Бискочи, Хюз, Шарко, Бон, Лафон, Йон и др.; полуострови: най-голям Ароусмит; крайбрежни острови: остров Аделейд, о-вите Биско, архипелага Палмър и др., отделени от континента чрез протоците: Лобьоф, Грандидие, Бисмарк, Неймаер, Жерлаш, Орлеан и др. Почти цялото източно крайбрежие на Земя Греъм, с изключение на крайната му северна част е заето от огромния шелфов ледник Ларсен в плен на когото са островите Робъртсън, Александър, Франсе и др. В този участък далеч на изток се вдава полуостров Язон, а южно и северно от него са разположени ледените заливи Мобилайл, Солберг, Трейл, Селигмън, Уерлуинд, Мил, Кабинет, Ейди, Еванс и др. Около крайната североизточна част на Земя Греъм, свободна от шелфови ледници са разположени големите острови Джеймс Рос, Сноу Хил, Вега, Дънди, Жуенвил, д'Юрвил и други, отделени от континента чрез протоците Принц Густав, Фритьоф и Антарктик.

### Релеф
По-голямата част от Земя Греъм е покрита с дебела ледена покривка, над която стърчат отделни оголени върхове и нунатаки. Релефът е предимно среднопланински, като в южната част се издигат платата Детройт и Ейвъри с максимална височина връх Слесор 2328 m. За разлика от останалата част на Антарктида тук спускащите се към крайбрежието планински ледници са малко на брой и те са предимно малки и къси – най-големи са Екзасперейшън и Рихтхофен.

## Историческа справка
В периода от 1820 до 1937 г. множество експедиции допринасят за откриването, изследването и топографското картиране на Земя Греъм, като хронологически те са дадени в долния списък.
- 1820 – Едуард Брансфийлд и Натаниъл Палмър;
- 1831 – 32 – Джон Биско, който наименува откритата от него Земя Греъм в чест на тоговашния първи лорд на Британското Адмиралтейство Джеймс Греъм (1792 – 1861);
- 1893 – Карл Антон Ларсен;
- 1898 – Адриан Жерлаш дьо Гомери;
- 1902 – Ото Норденшелд и Карл Антон Ларсен;
- 1904 – 05 и 1909 – Жан Батист Шарко;
- 1928 – 30 – Джордж Хуберт Уилкинс;
- 1934 – 37 – британска експедиция, която окончателно доказва, че Земя Греъм не е отделен от Антарктида архипелаг, а неин полуостров.

До 1961 г. на съветските, немските и британските географски карти под името Земя Греъм се води целия Антарктическия полуостров, на американските карти той фигурира под името Земя Палмър, на чилийските – Земя О’Хигинс, а на аржентинските – Земя Сан Мартин. На 10-ия Тихоокеански научен конгрес (1961 г.) е решено названието Земя Греъм да остане само за северната част на Антарктическия полуостров, а Земя Палмър – за южната му част.
В политическо отношение Земя Греъм се явява спорна територия, като за нея едновременно претендират Великобритания (от 1908 г.), Чили (от 1940 г.) и Аржентина (от 1943 г.). Тези държави я отнасят съответно към Британската антарктическа територия, чилийската област Магалянес-и-ла-Антарктика-Чилена и аржентинската провинция Огнена Земя, Антарктида и островите в Южния Атлантик. Съгласно ратифицирания през 1961 г. от тях и от много други държави Договор за Антарктида, всякакви териториално-политически претенции южно от 60° ю.ш. са замразени..